# Садкувка
Садкувка (пол. Sadkówka) — село в Польщі, у гміні Міхалув Піньчовського повіту Свентокшиського воєводства.
Населення — 46 осіб (2011).
У 1975-1998 роках село належало до Келецького воєводства.

## Демографія
Демографічна структура на день 31 березня 2011 року:
|          | Загалом | Допрацездатний вік | Працездатний вік | Постпрацездатний вік |
| -------- | ------- | ------------------ | ---------------- | -------------------- |
| Чоловіки | 20      | 1                  | 15               | 4                    |
| Жінки    | 26      | 5                  | 11               | 10                   |
| Разом    | 46      | 6                  | 26               | 14                   |